# Dolichopteridae
Dolichopteridae es una familia extinta de artrópodos euriptéridos que vivieron entre los períodos Silúrico y Devónico.

## Descripción
Los euriptéridos dolicoptéridos poseían superficies externas que eran lisas o con protuberancias y escamas en forma de media luna. Sus ojos compuestos eran arqueados y localizados anteriormente en la prosoma (cabeza). Sus abdómenes tenían epímeros (proyecciones laterales). El telson (cola) era de forma lanceolada. Los quelíceros eran pequeños, y los tres primeros pares de patas para caminar eran robustos, con fuertes espinas. El último par de patas para caminar tenía lóbulos suplementarios, mientras que los apéndices natatorios tenían su última articulación agrandada, como parte de la aleta. El apéndice genital masculino era largo.

## Géneros
- Clase Merostomata Dana, 1852
  - Orden Eurypterida Burmeister, 1843
    - Suborden Eurypterina Burmeister, 1843
      - Superfamilia Eurypteroidea Burmeister, 1843
Familia Dolichopteridae Kjellesvig-Waering & Størmer, 1952
Género Dolichopterus Hall, 1859
Género Rudemannipterus Kjellesvig-Waering, 1966
Género Buffalopterus Kjellesvig-Waering & Heubusch, 1962
Género Strobilopterus Ruedemann, 1955
Género Syntomopterus Kjellesvig-Waering, 1961